# Статуэтки из Библа

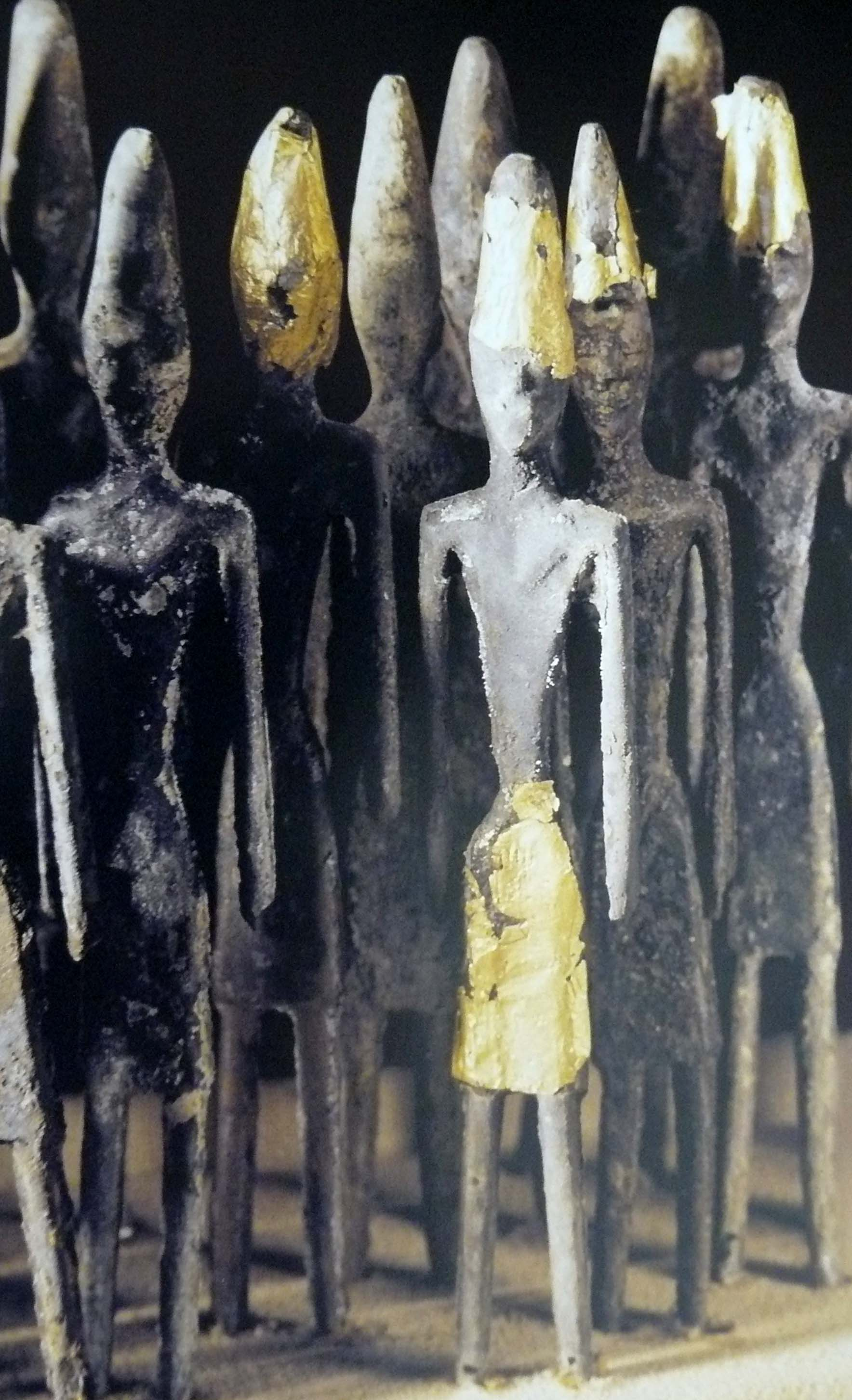
Статуэтки из Библа

Статуэтки из Библа, финикийские статуэтки — около 1500—2000 статуэток ex-voto, найденные в древних финикийских храмах в Ливане, в основном в Библе, а также в Камид аль-Лоз. Изготовлены из бронзы, серебра и медного сплава. Считаются лучшими образцами в своём роде по всему Леванту.
Большинство из них происходит из Храма обелисков, в котором было найдено 20 вотивных кладов и кувшинов, содержащих множество таких статуэток. Кроме того, небольшая, но важная группа статуэток была найдена в соседнем храме Баалат-Гебала.
Статуэтки были выбраны символом, представляющим Министерство туризма Ливана.

## Применение
Большинство статуэток было найдено на археологических раскопках в запечатанных глиняных кувшинах вместе с инструментами, оружием, ювелирными изделиями и другими ритуальными предметами.
Первая найденная группа находилась в храме Баалат-Гебала, и информация о них была опубликована археологами Монте и Дюнаном. Оба первоначально рассматривали статуэтки как ритуальную закладку в фундамент при возведении храма (англ. foundation deposits). После дальнейших открытий в Храме обелисков Дюнан предположил, что, возможно, они могли быть ритуальными приношениями для празднеств. В 1966 году Негби и Московиц предположили, что обнаруженные объекты были спрятаны в спешке в ожидании надвигающейся катастрофы.

## Описание
Статуэтки имеют от 3 до 38 см в высоту и в основном изображают мужчин. Заострённые окончания ног позволяли фиксировать их на основания. На головах у большинства конусообразные колпаки, напоминающие египетский хеджет, или шлемы. Некоторые из них голые, другие одеты в короткие килты. Первоначально многие были вооружены палкой, кинжалом, булавой или топором. Основываясь на надписи на большом обелиске в Храме обелисков, мужские фигуры интерпретируются как образы Решефа, финикийского божества войны и чумы.
Статуэтки были описаны как «грубые, стереотипные, массового производства». Вполне вероятно, что они создавались в Библе для ритуальных приношений. Формы для отливки статуэток похожих, но менее разнообразных стилей были найдены при финикийских раскопках в Нагарии.
Статуэтки интерпретируются как вотивные приношения, поскольку не находились в гробницах и не были рассеяны достаточно широко, чтобы предположить в них предметы обмена.

## Галерея
Статуэтки, выставленные в Национальном музее Бейрута:

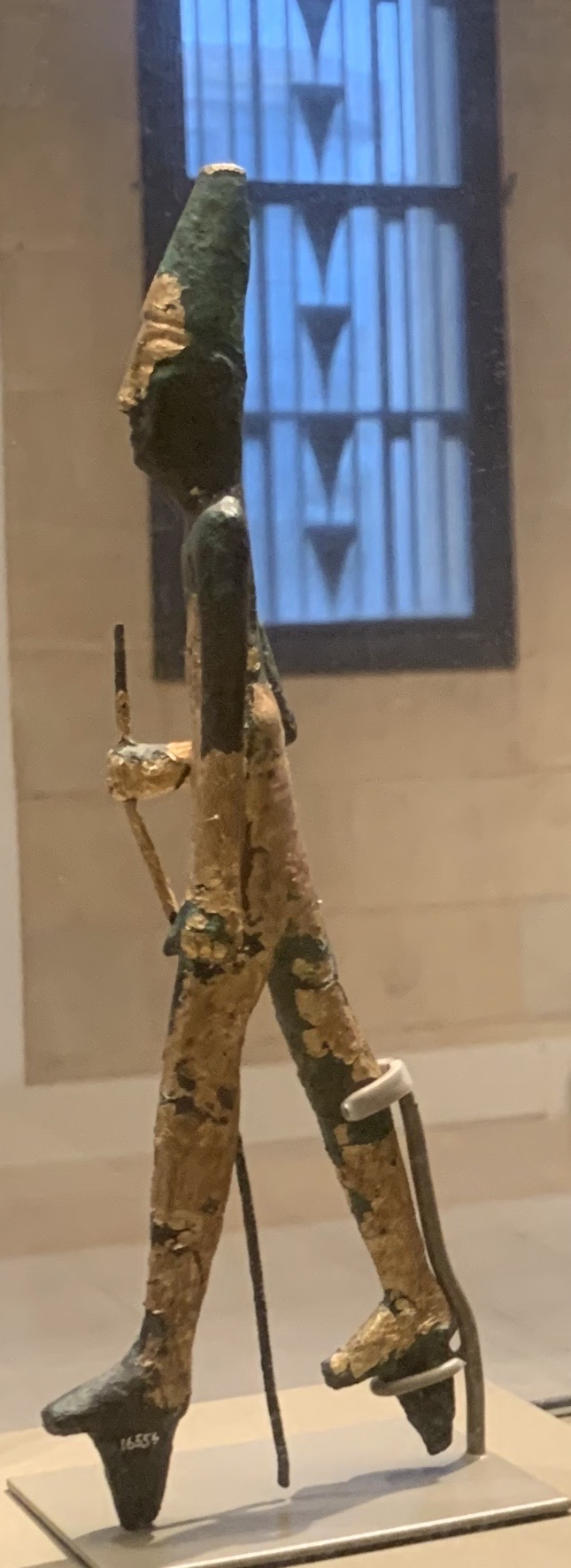
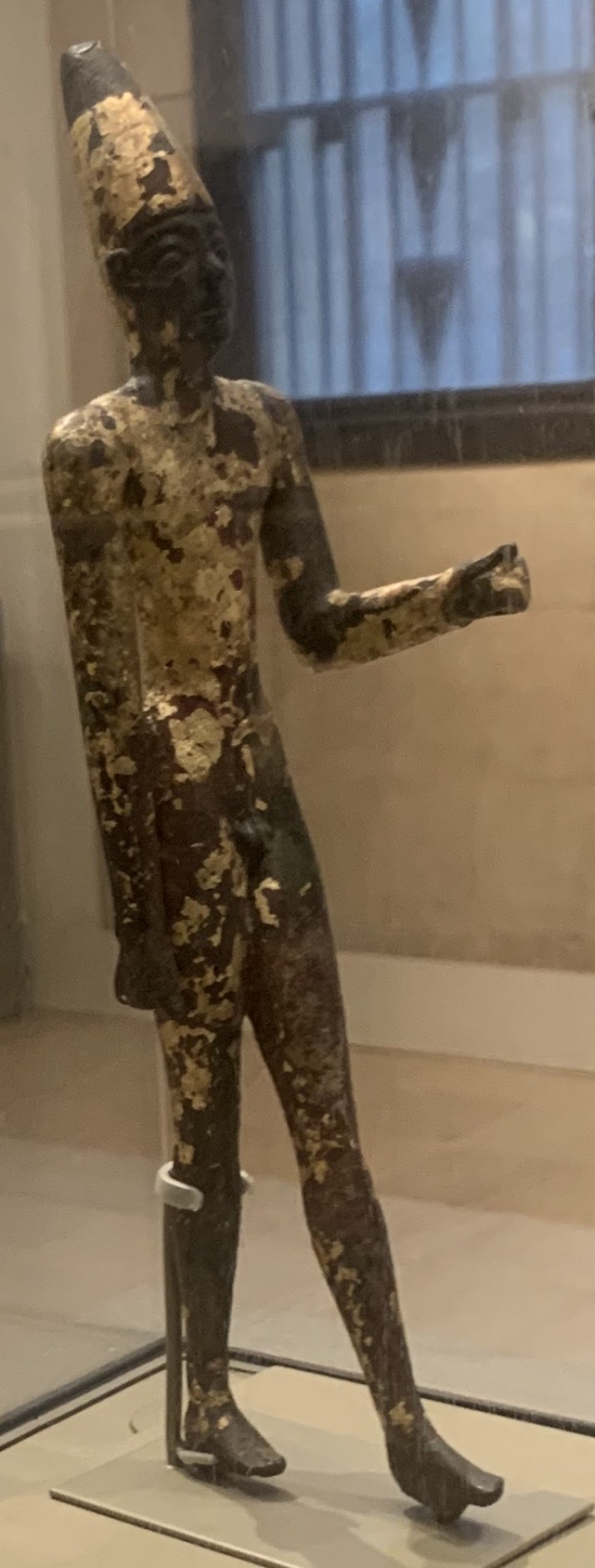
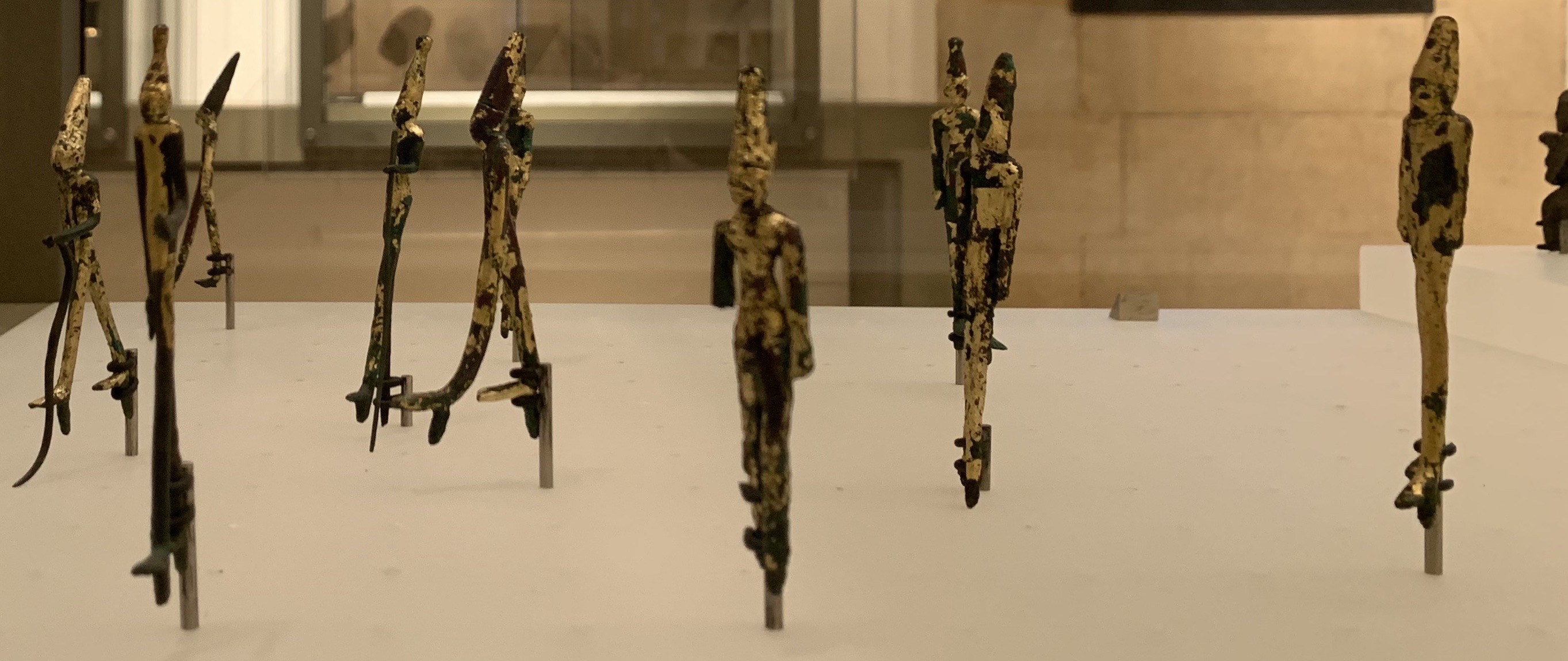
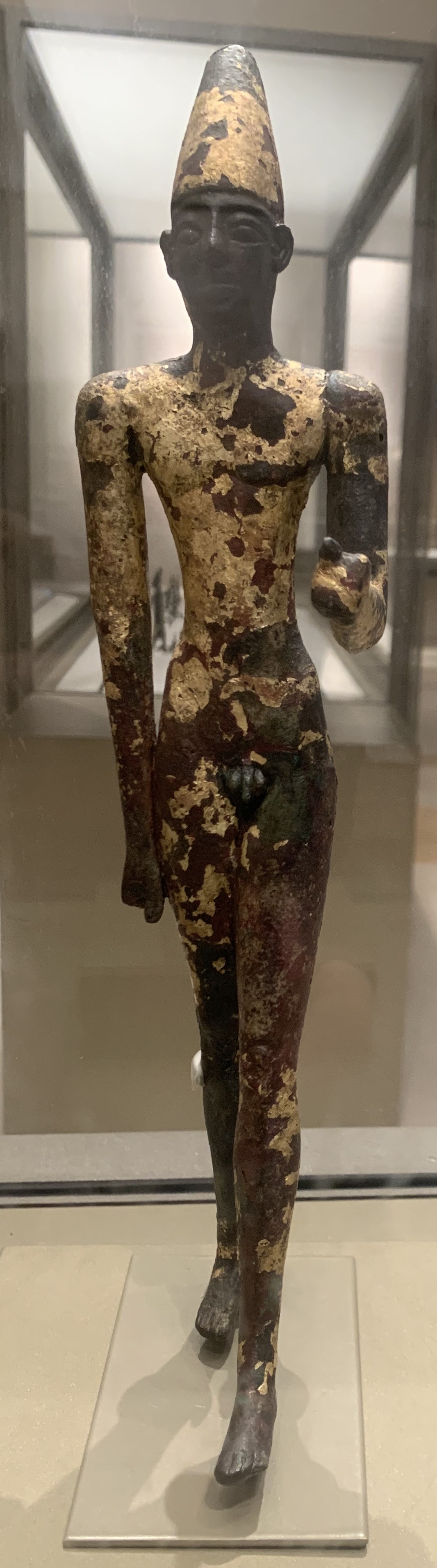
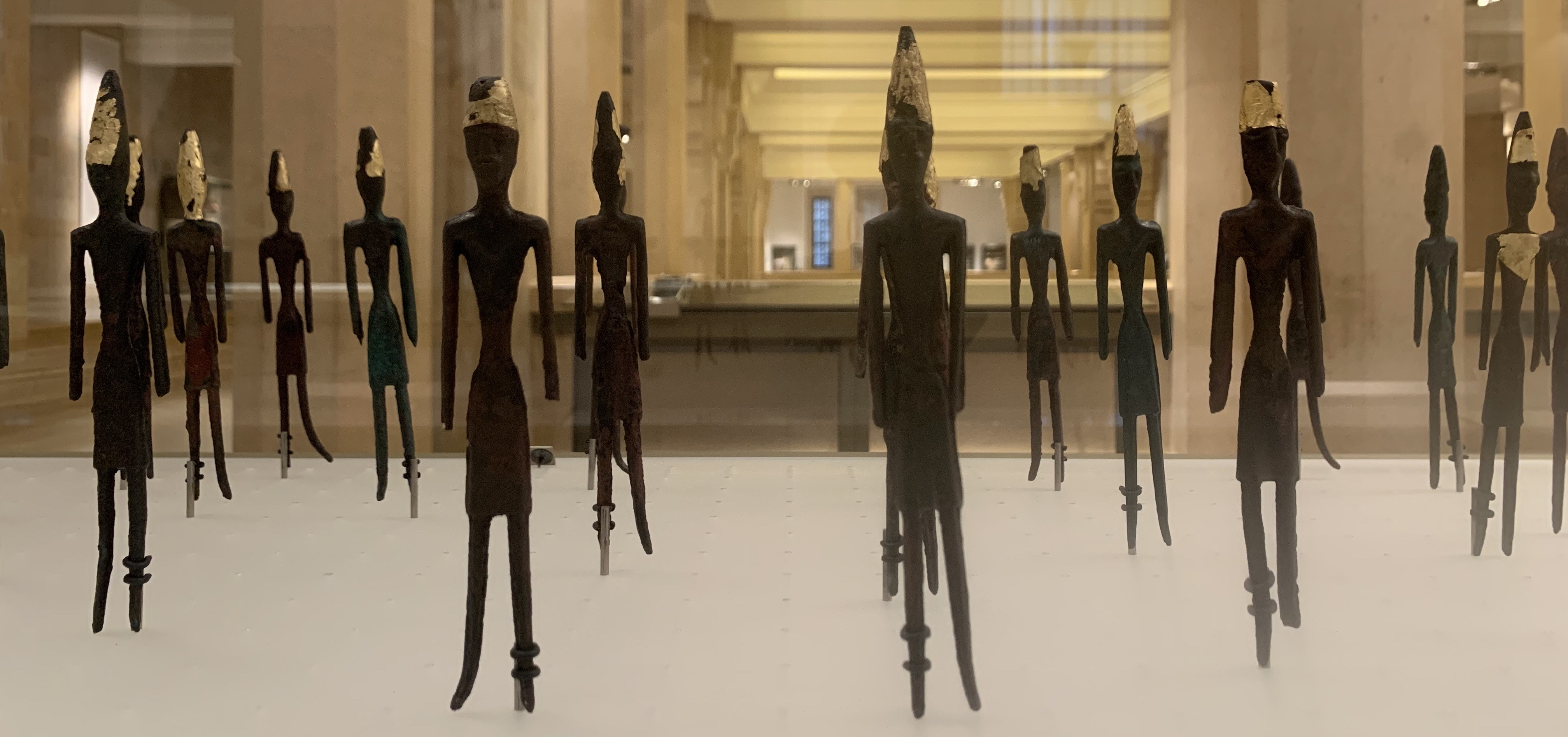
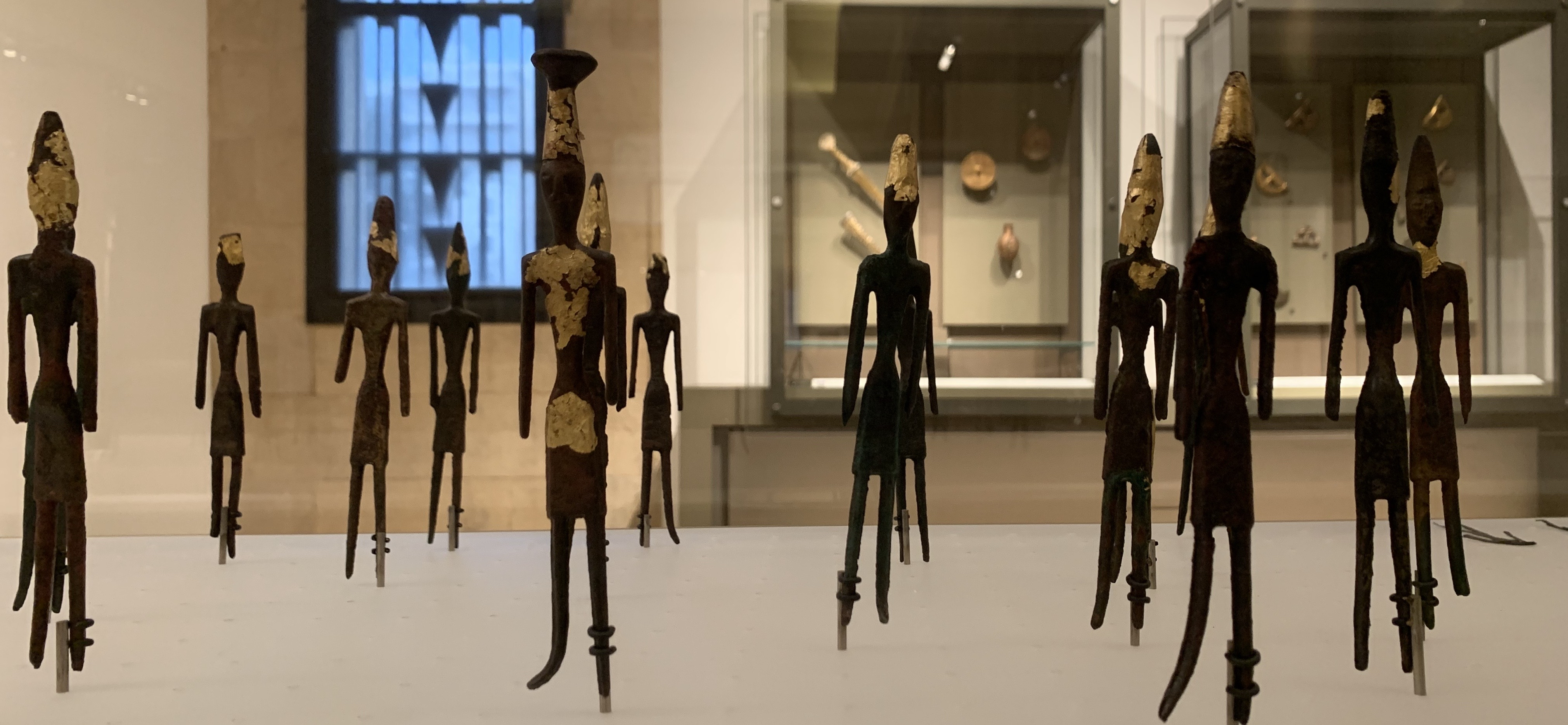
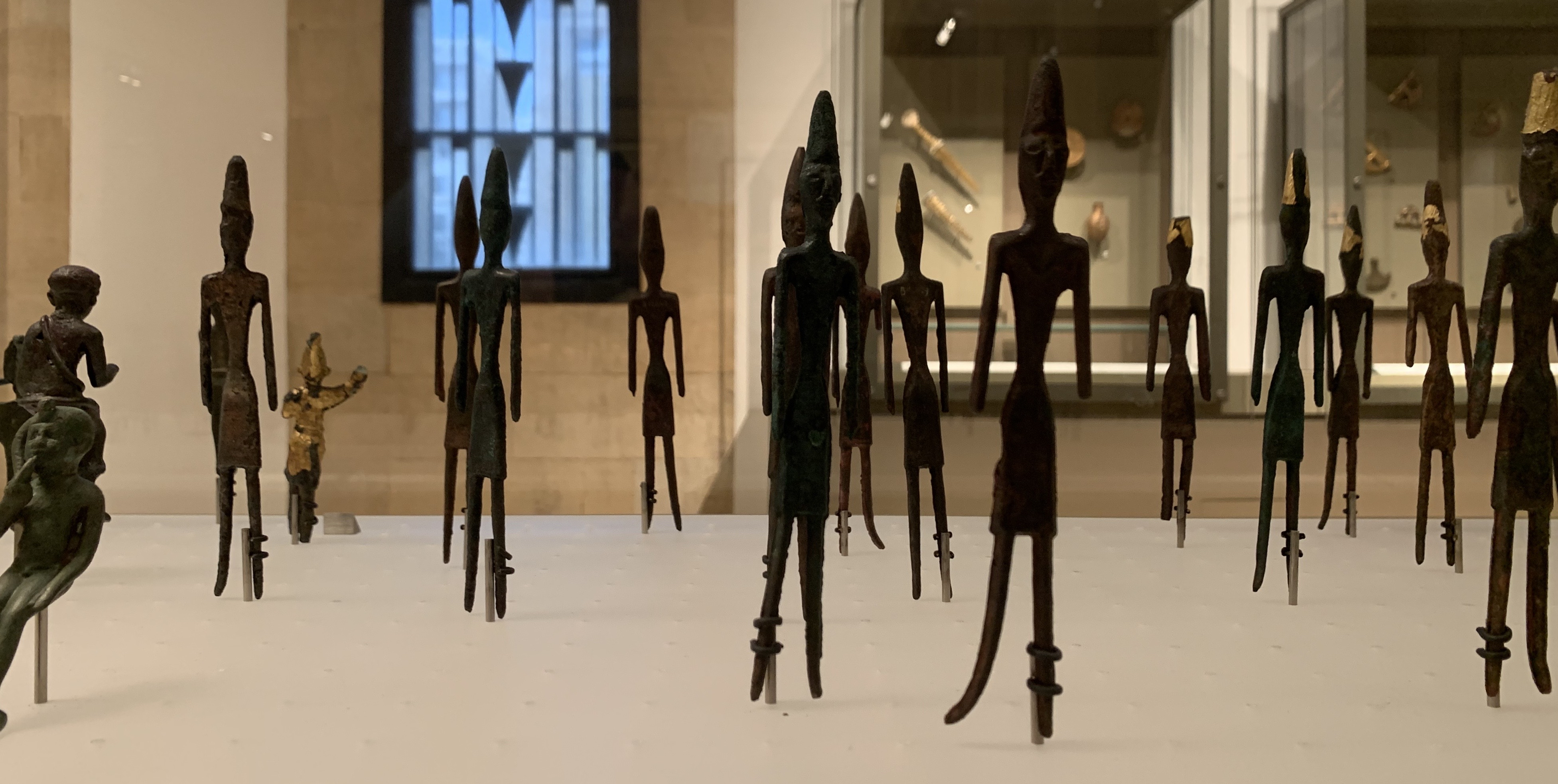
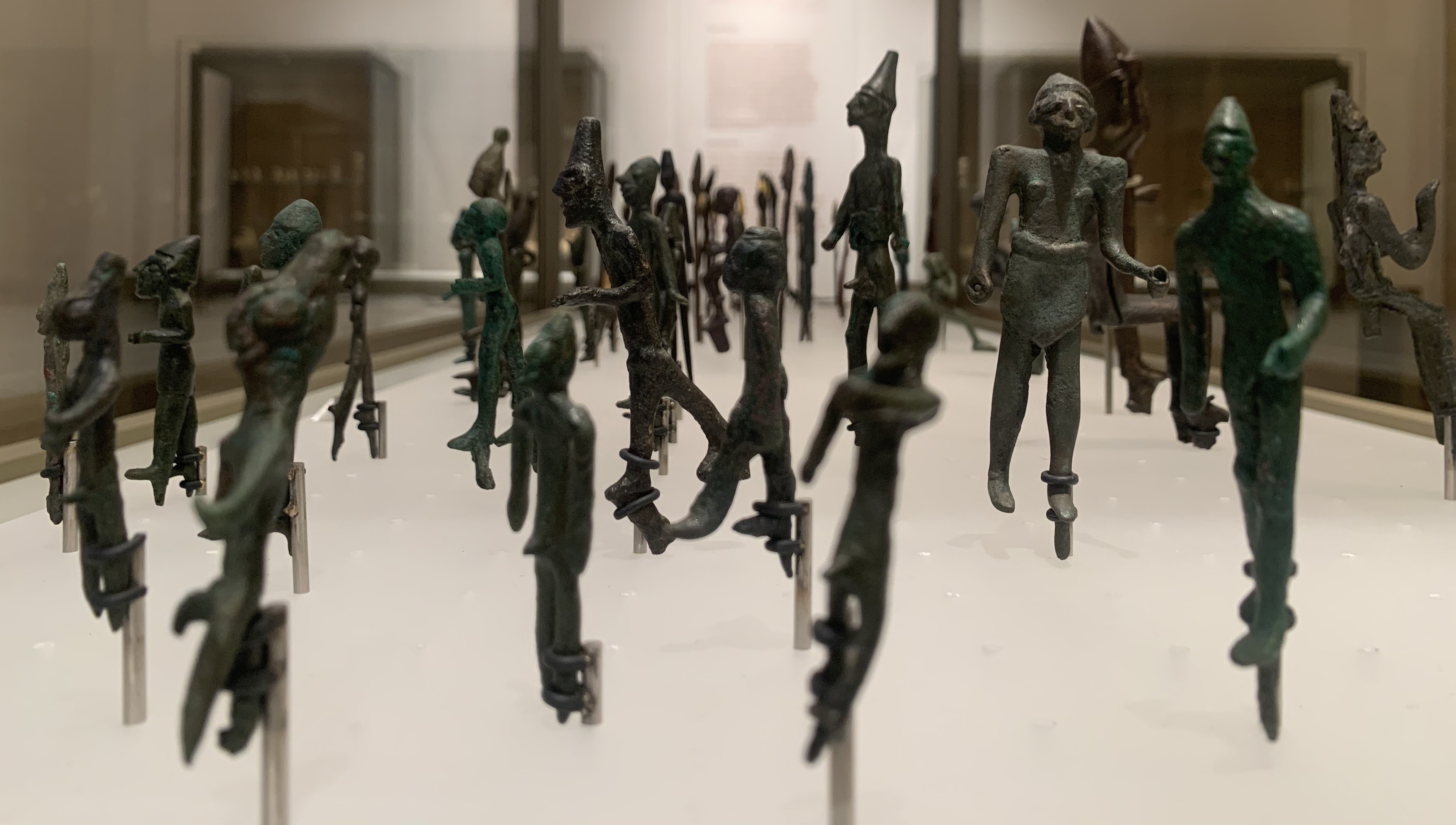
Нетипичная женская статуэтка
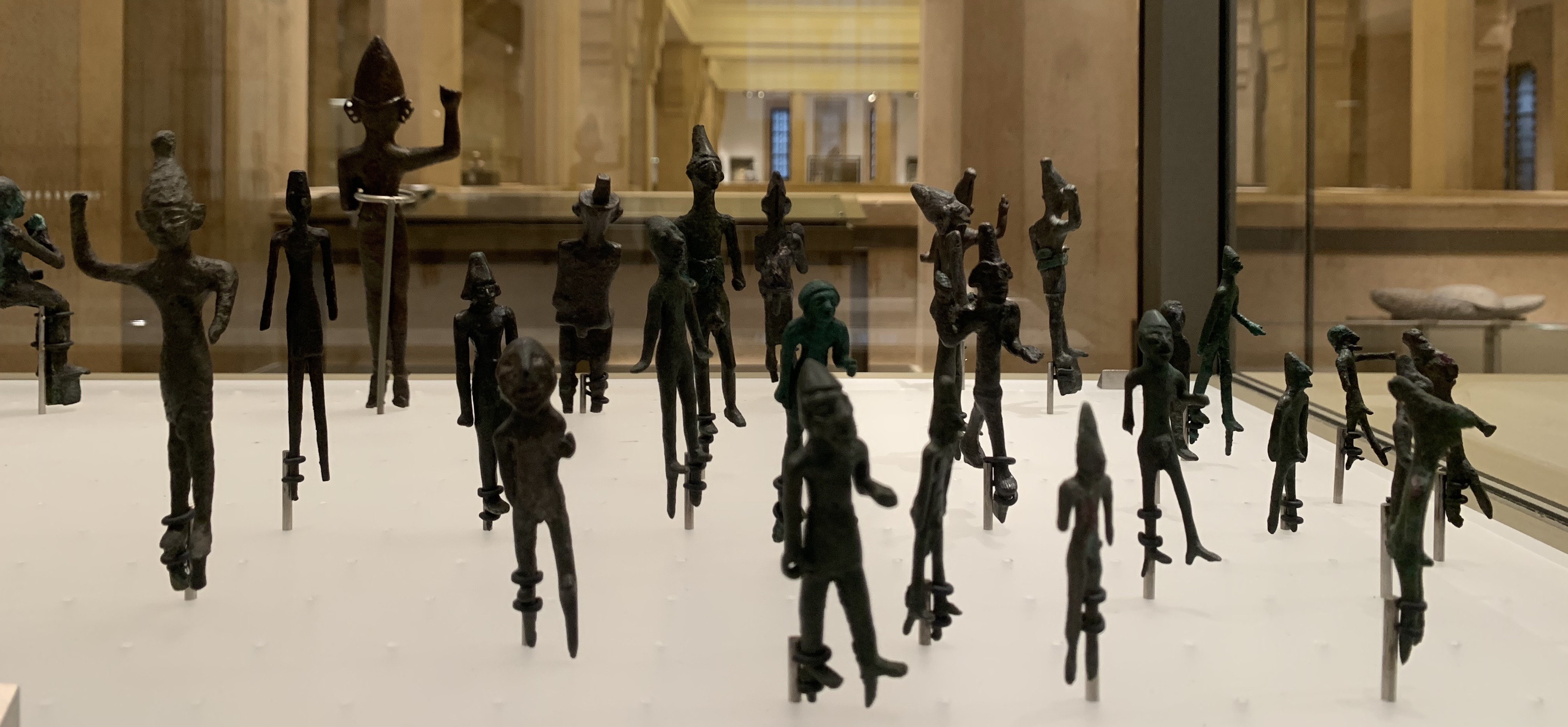
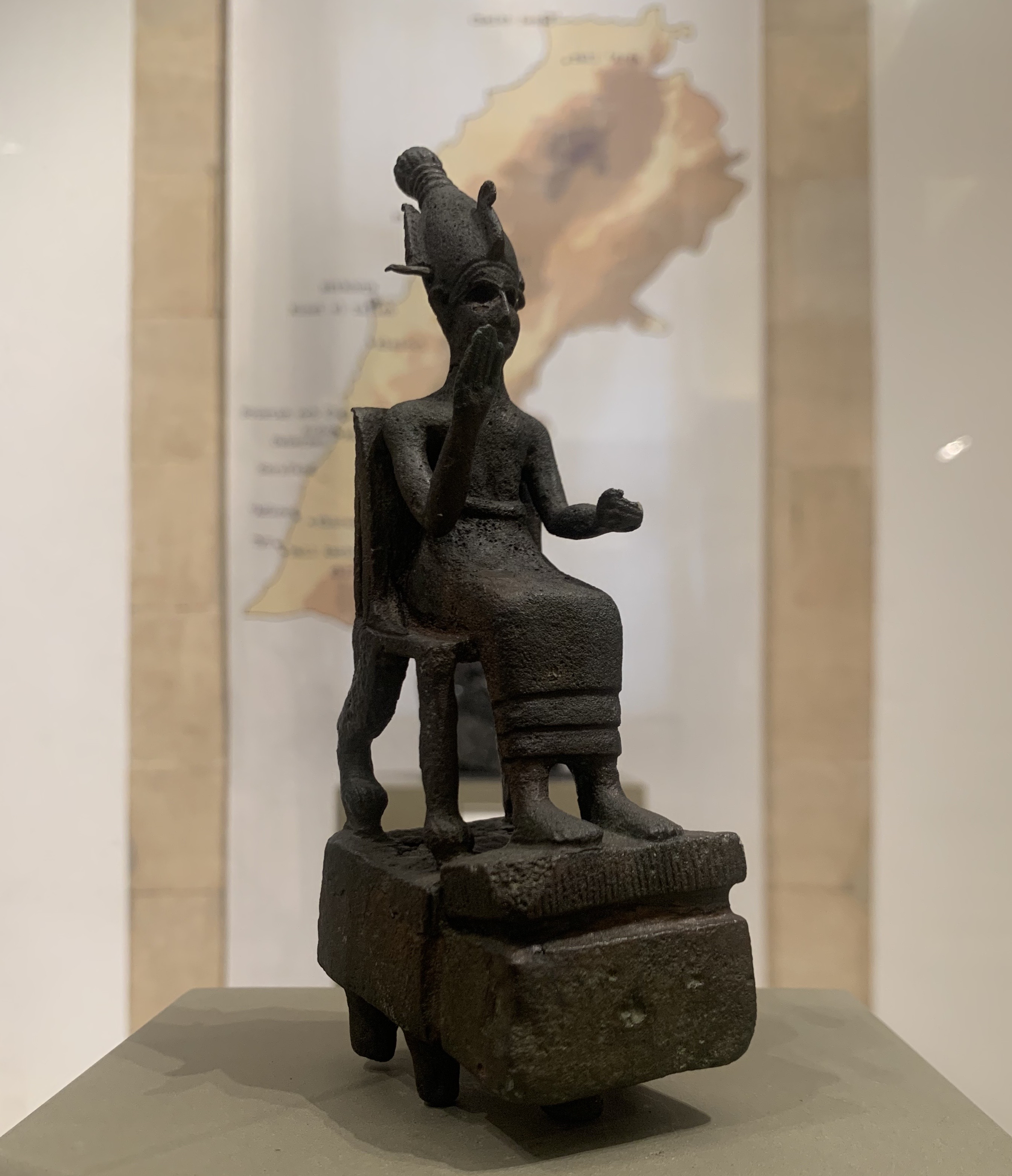
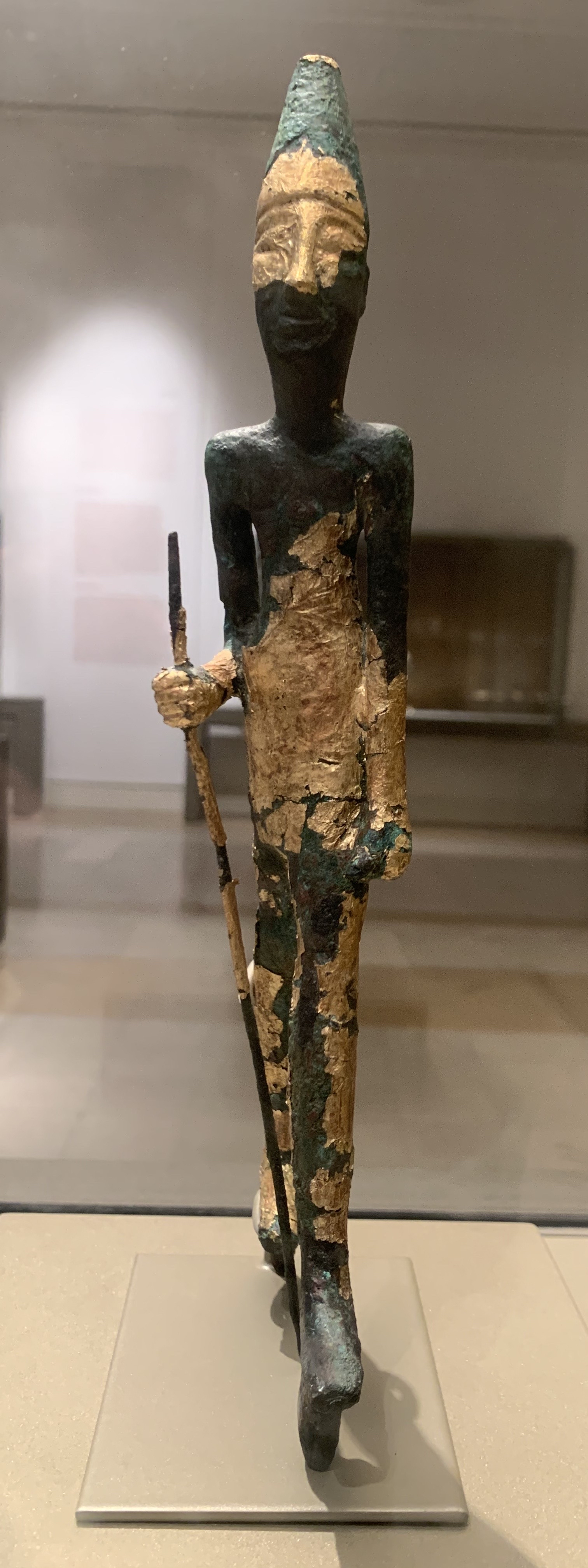